# USS Volador (SS-490)
USS Volador (SS-490) là một  tàu ngầm lớp Tench được Hải quân Hoa Kỳ chế tạo vào giai đoạn cuối Chiến tranh Thế giới thứ hai. Nó là chiếc tàu chiến duy nhất của Hải quân Hoa Kỳ được đặt cái tên này, theo tên tiếng Tây Ban Nha của loài cá chuồn bay. Công việc chế tạo bị trì hoãn sau khi cuộc xung đột kết thúc, và con tàu chỉ hoàn tất vào năm 1948 với cấu hình đã được nâng cấp theo đề án GUPPY II. Volador đã phục vụ trong giai đoạn Chiến tranh Lạnh và Chiến tranh Triều Tiên, và tiếp tục được nâng cấp lên cấu hình GUPPY III vào năm 1962. Con tàu được chuyển cho Ý năm 1972 và tiếp tục phục vụ cùng Hải quân Ý như là chiếc Gianfranco Gazzana Priaroggia (S 502) cho đến khi ngừng hoạt động năm 1981.

## Thiết kế và chế tạo

### Thiết kế
Lớp tàu ngầm Tench là sự cải tiến tiếp theo của các lớp tàu ngầm hạm đội   Balao và   Gato, vốn đã chứng minh thành công trong hoạt động chống Nhật Bản tại Mặt trận Thái Bình Dương. Lớp tàu này, tích lũy những kinh nghiệm trong giai đoạn đầu của cuộc xung đột, là lớp tàu ngầm cuối cùng được Hải quân Hoa Kỳ chế tạo trong chiến tranh.
Những chiếc lớp Tench có chiều dài 311 ft 9 in (95,02 m), mạn tàu rộng 27 ft 4 in (8,33 m) và mớn nước tối đa 17 ft (5,2 m), có trọng lượng choán nước 1.570 tấn Anh (1.600 t) khi nổi và 2.414 tấn Anh (2.453 t) khi lặn. Chúng trang bị bốn động cơ diesel Fairbanks-Morse 38D8-⅛ 10-xy lanh chuyển động đối xứng, dẫn động máy phát điện để cung cấp điện năng cho hai động cơ điện, đạt được công suất 5.400 shp (4.000 kW) cho phép di chuyển với tốc độ tối đa 20,25 hải lý trên giờ (37,50 km/h) khi nổi. Khi hoạt động ngầm dưới nước, chúng được cung cấp điện từ hai dàn ắc-quy Sargo 126-cell để vận hành hai động cơ điện Elliott lõi kép tốc độ chậm, có công suất 2.740 shp (2.040 kW) và đạt tốc độ tối đa 8,75 kn (16,21 km/h). Tầm xa hoạt động là 16.000 hải lý (30.000 km) khi đi trên mặt nước ở tốc độ 10 kn (19 km/h) và có thể hoạt động kéo dài đến 75 ngày; tuy nhiên khả năng hoạt động ngầm bị giới hạn bởi dung lượng điện ắc-quy, sẽ cạn trong 48 giờ khi di chuyển với tốc độ 2 kn (3,7 km/h). Chiếc tàu ngầm mang theo tiếp liệu đủ cho mười sĩ quan và 71 thủy thủ trong 75 ngày.
Lớp Tench được trang bị mười ống phóng ngư lôi 21 in (530 mm), gồm sáu ống trước mũi và bốn ống phía đuôi tàu, và mang theo tổng cộng 28 quả ngư lôi. Vũ khí trên boong tàu gồm một hải pháo 5 inch/25 caliber, một khẩu pháo phòng không Bofors 40 mm nòng đơn và một khẩu đội Oerlikon 20 mm nòng đôi, kèm theo hai súng máy .50 caliber.

### Chế tạo
Volador được đặt lườn tại Xưởng hải quân Portsmouth ở  Kittery, Maine vào ngày 15 tháng 6, 1945. Sau khi Chiến tranh Thế giới thứ hai kết thúc vào ngày 15 tháng 8, 1945, công việc chế tạo bị tạm dừng vào tháng 1, 1946 cho đến khi được tái tục vào tháng 8, 1947, nhưng bao gồm các nâng cấp trong khuôn khổ dự án GUPPY II dựa trên nền tảng lớp Tench căn bản. Nó được hạ thủy vào ngày 21 tháng 5, 1948, được đỡ đầu bởi bà Harriet Rose Morton, vợ góa Trung tá Hải quân Dudley W. Morton, và được cho nhập biên chế cùng Hải quân Hoa Kỳ vào ngày 1 tháng 10, 1948 dưới quyền chỉ huy của Hạm trưởng, Thiếu tá Hải quân Howard A. Thompson.

## Lịch sử hoạt động

### USSVolador

#### 1948 - 1950
Sau khi hoàn tất việc chạy thử máy của xưởng tàu vào ngày 20 tháng 1, 1949, Volador rời Xưởng hải quân Portsmouth ba ngày sau đó, ghé qua Newport, Rhode Island và New London, Connecticut trước khi hướng sang vịnh Mexico vào ngày 5 tháng 2. Đi đến New Orleans, Louisiana vào ngày 11 tháng 2, nó tiếp tục hành trình đi sang vùng bờ Tây ngang qua Galveston, Texas và kênh đào Panama, đi đến San Diego, California vào ngày 11 tháng 3. Chiếc tàu ngầm hoạt động dọc theo vùng bờ Tây giữa San Diego và San Francisco, California cho đến khi nó rời San Diego vào ngày 13 tháng 10 để hướng sang quần đảo Hawaii. Nó đi đến Trân Châu Cảng vào ngày 7 tháng 11, nhưng quay trở lại San Diego vào ngày 18 tháng 11, nơi nó tiếp tục những hoạt động huấn luyện thường lệ. Trong giai đoạn này con tàu đã viếng thăm Portland, Oregon; Vancouver, Washington và Trân Châu Cảng.
Vào tháng 6, 1950, Volador đón lên tàu các học viên sĩ quan thuộc Hải quân Dự bị Hoa Kỳ tại Treasure Island, San Francisco cho một chuyến đi thực tập kéo dài hai tuần lễ. Trong lúc nó đang trên đường đi, Chiến tranh Triều Tiên bùng nổ, và chiếc tàu ngầm trải qua hai tháng tiếp theo huấn huyện tại vùng biển Hawaii trước khi quay trở lại San Diego. Nó hoạt động dọc theo vùng bờ Tây từ căn cứ này cho đến mùa Hè năm 1951.

#### Chiến tranh Triều Tiên
Khởi hành từ San Diego vào ngày 21 tháng 7, 1951, Volador hướng sang Nhật Bản ngang qua Trân Châu Cảng, đi đến Yokosuka vào ngày 15 tháng 8. Nó xuất phát từ Yokosuka vào ngày 18 tháng 8 để thực hiện chuyến tuần tra trinh sát kéo dài bốn tuần lễ tại khu vực Hokkaidō, nhằm có thể phát hiện mọi hoạt động của không quân và hải quân Liên Xô hay Trung Quốc tại khu vực. Trong chuyến tuần tra, nó phát hiện nhiều đối tương qua radar, và đã gặp gỡ các tàu ngầm Ronquil (SS-396) và Tiru (SS-416) để trao đổi thông tin tình báo. Nó kết thúc chuyến tuần tra tại Yokosuka vào ngày 22 tháng 9.
Từ ngày 11 đến ngày 15 tháng 11, Volador hoạt động chống tàu ngầm phối hợp cùng các tàu khu trục Hanson (DD-832), George K. MacKenzie (DD-836) và Taussig (DD-746) tại khu vực Atami. Sau đó từ ngày 16 tháng 11 đến ngày 9 tháng 12, tham gia hoạt động tìm-diệt của Đội đặc nhiệm 96.7 trong hành trình từ Nhật Bản đi Okinawa, rồi ghé đến vịnh Buckner, Okinawa trước khi quay trở về nhà ngang qua Trân Châu Cảng.
Về đến San Diego vào tháng 1, 1952, Volador tiếp tục hoạt động thường lệ từ cảng nhà. Nó trải qua ba tháng tại khu vực eo biển Juan de Fuca và Puget Sound trước khi đi vào Xưởng hải quân Mare Island vào tháng 10 cho một lượt đại tu kéo dài năm tháng. Việc bảo trì con tàu còn bao gồm lắp đặt ắc-quy mới và một hệ thống kiểm soát độ sâu tự động Askania. Khi quay trở lại San Diego, chiếc tàu ngầm phục vụ huấn luyện chống tàu ngầm cho các đơn vị hải quân và không quân, huấn luyện cùng Trường Sonar Hạm đội, cũng như thực hành tìm-diệt tàu ngầm và tham gia cuộc tập trận "Pacphibex". Nó xuất phát từ San Diego vào ngày 7 tháng 8, 1953 và đi đến Trân Châu Cảng vào ngày 15 tháng 8, nơi nó thử nghiệm thiết bị sonar trên biển vào ngày 20 tháng 8.

#### 1971 - 1972
Vào đầu năm 1971, Volador thực hành huấn luyện, rồi được bảo trì nhằm chuẩn bị cho lượt biệt phái sang khu vực Địa Trung Hải. Nó đi đến Rota, Cadíz, Tây Ban Nha vào ngày 19 tháng 4, và tham gia cuộc tập trận "Dawn Patrol 71" vào ngày 23 tháng 4 cùng nhiều đơn vị hải quân NATO. Hoàn thành cuộc tập trận vào ngày 12 tháng 5, nó lần lượt viếng thăm Piraeus, Hy Lạp; vịnh Augusta, Sicilia; Palma, Majorca; Villefranche-sur-Mer, Pháp; Gibraltar; Naples, Ý; và Málaga, Tây Ban Nha trước khi quay trở lại Rota vào ngày 19 tháng 7. Nó khởi hành hai ngày sau đó để quay trở về Hoa Kỳ, hướng về cảng nhà Charleston; nhưng đã đổi hướng vào ngày 1 tháng 8 để trợ giúp cho M/T Lacon, một tàu chở dầu mang cờ Liberia gặp tai nạn hỏa hoạn. Chiếc tàu ngầm về đến Charleston vào ngày 5 tháng 8, được nghỉ ngơi và bảo trì cho đến ngày 20 tháng 9, khi nó đi vào Xưởng hải quân Charleston để được đại tu và thay thế dàn ắc-quy.

### Gianfranco Gazzana Priaroggia(S 502)
Vào ngày 18 tháng 8, 1972, Volador được cho xuất biên chế, và cùng với tàu ngầm chị em Pickerel (SS-524) được chuyển cho Ý mượn. Nó được rút tên khỏi danh sách Đăng bạ Hải quân Hoa Kỳ vào ngày 5 tháng 12, 1977 và chuyển quyền sở hữu cho Ý.
Các nguồn khác nhau không thống nhất về tên gọi của các tàu ngầm sau khi nhập biên chế cùng Hải quân Ý. Trung tâm Lịch sử Bộ Hải quân Hoa Kỳ cho rằng Pickerel được đổi tên thành Primo Longobordo (S 501) còn Volador trở thành chiếc Gianfranco Gazzana Priaroggia (S 502), tên được đặt nhằm vinh danh Thiếu tá Hải quân Gianfranco Gazzana-Priaroggia (1912-1943). Nó ngừng hoạt động và rút đăng bạ vào ngày 31 tháng 5, 1981. Số phận sau đó của con tàu không rõ.